# 蒂罗尔州克马滕
蒂罗尔州克马滕是奥地利蒂罗尔州因斯布鲁克兰县的一个市镇。总面积6.99平方公里，总人口2571人，人口密度367.8人/平方公里（2011年）。